# Čou En-laj

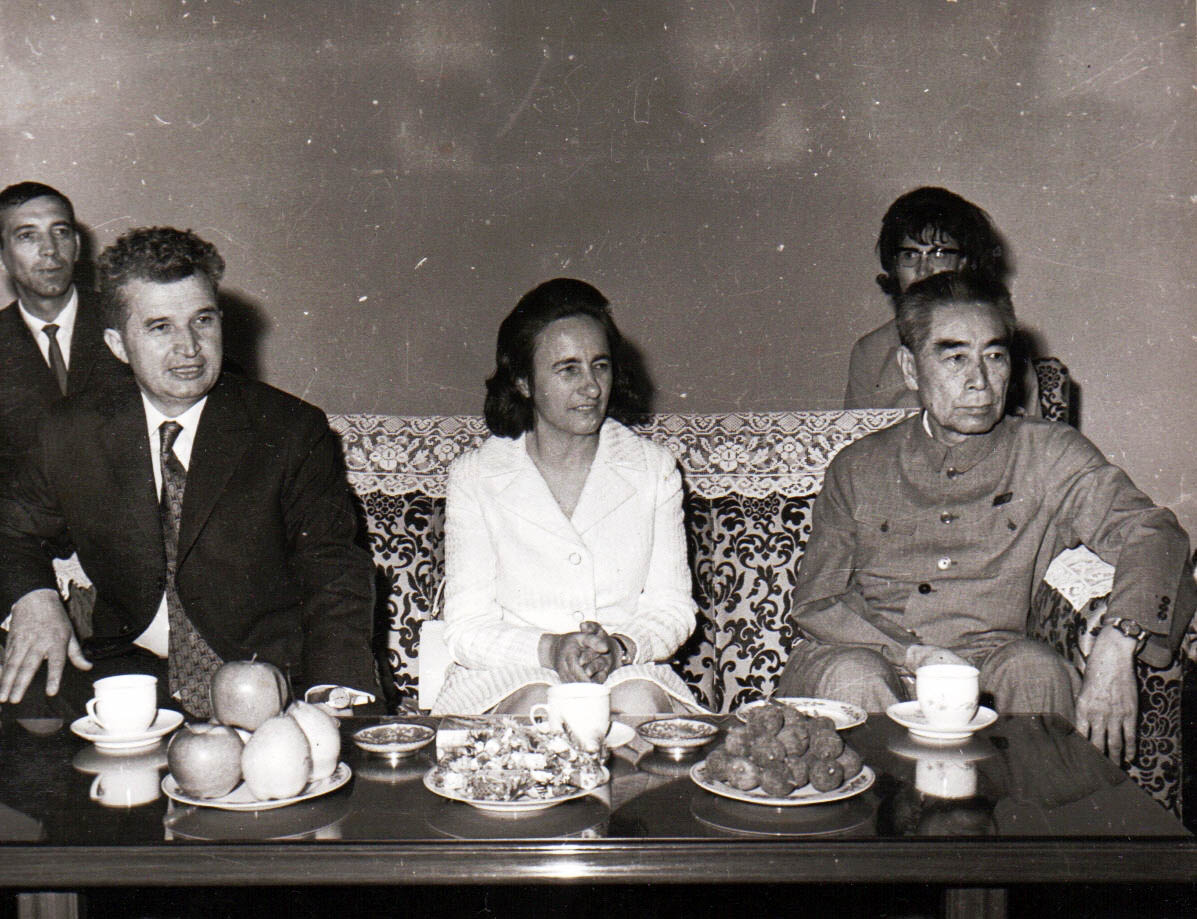
Nicolae Ceauşescu a jeho žena Elena s Čouem během návštěvy v Číně v červnu 1971.

Čou En-laj (čínsky 周恩來, pinyin Zhōu Ēnlái, 5. března 1898, Chuaj-jin, Čínské císařství – 8. ledna 1976, Peking, ČLR) byl čínský politik, diplomat. Byl prvním premiérem Čínské lidové republiky (1949-1976). Sloužil pod předsedou Mao Ce-tungem a pomohl komunistické skupině upevnit moc. Poté pomohl také s posílením kontroly nad Čínou a s rozvinutím čínského hospodářství. Zůstal i po reorganizaci vládních orgánů v roce 1954 předsedou vlády až do své smrti. Byl také ministrem zahraničních věcí (1949–1958) a místopředsedou KS Číny (1956–1969). Když se Maovo zdraví začalo zhoršovat v letech 1971 a 1972 a po smrti Lin Piaa byl Čou zvolen 10. únorovým ústředním výborem v roce 1973 na uvolněné místo prvního místopředsedy komunistické strany a byl tak označen jako Maův nástupce (brzy ale zemřel).
Čou během kulturní revoluce přežil čistky nejvyšších představitelů. Zatímco Mao většinu svých pozdějších let věnoval politickému boji a ideologické práci, Čou byl jednou z hlavních hybných sil státních záležitostí po většinu trvání kulturní revoluce. Jeho pokusy o zmírnění poškození Rudých gard, a jeho úsilí chránit ostatní před jejich hněvem, ho učinily populárním a váženým v pozdějších fázích kulturní revoluce.

## Život

### Mládí
Čou En-laj se narodil v Chuaj-anu v provincii Ťiang-su 5. března 1898 jako prvorozený syn rodiny Čou. Jeho rodná matka Wan zemřela v roce 1907, když mu bylo 9 let, a adoptivní matka Čchen jen o rok později. Čou En-lajovi byl pouhý rok, když se jeho otec, slušně placený císařský úředník, zapojil do tzv. povstání boxerů. To zuřilo od podzimu 1899 do léta 1901 jen proto, aby se Čína zbavila „mořských ďáblů“. Ďábly jsou v květnaté čínské mluvě přitom myšleni evropští okupanti. Povstalcům se však nedařilo a světové velmoci boxery (říká se jim tak kvůli symbolu zaťaté pěsti) postupně zničily. Čou En-lajův otec byl dokonce zmrzačen. Když navíc zemřela Čou En-lajova matka, byl Čou málem odsouzen k tomu, aby se jako dětská pracovní síla zapojil do práce na poli či v dole. Naštěstí pro něj založil Čang Po-ling v severočínském Tchien-ťinu školu pro mimořádně nadané děti z celého císařství a Čou byl na tuto školu, v níž jako vychovatel krátce působil i Čankajšek, vyslán.

### Vzdělání
V roce 1913 byl Čouův strýc převeden do Tchian-ťinu, kde Čou vstoupil do slavné střední školy Nan-kchaj. Čou byl aktivistou na plný úvazek. Jeho politické aktivity se nadále rozšiřovaly a on a několik dalších studentů se dohodli na založení „Společnosti probuzení“, malé skupiny, která čítala jen 25 členů. Při vysvětlování cílů a účelu „Společnosti probuzení“ Čou prohlásil, že „cokoli, co je neslučitelné s pokrokem v současné době, jako je militarismus, buržoazie, vládci stran, byrokraté, nerovnost mužů a žen, zastaralé myšlenky, zastaralá morálka, stará etika, by mělo být zrušeno nebo reformováno“ a potvrdil, že účelem Společnosti bylo šířit toto povědomí mezi čínským lidem.
V roce 1919 studoval na Nankingské univerzitě, téhož roku byl zatčen za účast na pochodu 4. května.
V letech 1920 až 1924 studoval ve Francii a Německu. Roku 1922 vstoupil do Komunistické strany Číny. Tentýž rok také začal zakládat různé pobočky strany v Evropě.

### Májové hnutí
Historici se neshodují ohledně jeho účasti na Májovém hnutí (4. červen 1919). „Oficiální“ čínská biografie Čoua uvádí, že byl vůdcem studentských protestů v Tchien-ťinu, ale mnoho historiků se domnívá, že je nepravděpodobné, že by se Čou vůbec účastnil, jelikož chybějí přímé důkazy mezi dochovanými záznamy z tohoto období.

### Stranická kariéra
V Číně panoval ve 20. letech 20. století přiměřený optimismus. Vládla jí všelidová národní strana Kuomintang, zosobněná prezidentem Sunjatsenem. Ten v roce 1924 přivítal zpět i mladé krajany, jež před lety vyslal na zkušenou do Evropy. Čouovi osobně potřásl pravicí a zakrátko ho jmenoval náčelníkem politického oddělení Vojenské akademie Chuang-pchu v jihočínském Kantonu. Sunjatsen, který názorově stál spíše nalevo, neměl problém s tím, aby se 26letý Čou stal tajemníkem výboru Komunistické strany Číny. Rychlým postupem si však mladý muž udělal nepřítele na život a na smrt z klíčového Sunjatsenova spolupracovníka generála Čankajška. Roku 1934 se Čou účastnil dlouhého pochodu spolu s Mao Ce-tungem a Teng Siao-pchingem. Roku 1936 se zapojil do války proti Japonsku, které postupně začalo ovládat celé Tichomoří. Po skončení druhé světové války se roku 1946 stal předsedou delegace strany.

### Vrchol
Když bylo v roce 1945 zničeno japonské nebezpečí, rozhořela se v Číně nanovo občanská válka. Po čtyřech letech bojů komunisté vydatně podporovaní Moskvou obsadili celou zemi a 1. října 1949 vyhlásili Čínskou lidovou republiku. Mao se stal hlavou státu a Čou získal funkci předsedy vlády a ministra zahraničí (do roku 1958). Jako ministr zahraničí podepsal roku 1950 smlouvu o přátelství a vzájemné pomoci se SSSR a s indickým politikem Džaváharlálem Néhrúem podepsal roku 1954 smlouvu, známou jako Panča šíla. V roce 1958 zahájil Mao Ce-tung Velký skok vpřed, jehož cílem bylo zvýšit úroveň produkce Číny v průmyslu a zemědělství pomocí nerealistických cílů. Čou přes skok udržel svoji pozici a byl popsán jedním historikem jako „porodní asistentka“ Velkého skoku vpřed, která uskutečňuje Maovu teorii v procesu způsobujícím miliony úmrtí. Roku 1966 respektoval kulturní revoluci, přestože ji nikdy aktivně nepodporoval. Později ale také připravil a zorganizoval historicky první návštěvu prezidenta USA v Číně. V únoru 1972 se během ní Richard Nixon (1913–1994) nechal mimo jiné přesvědčit, aby přehodnotil svůj postoj k válce ve Vietnamu (1964–1975). Rok poté, co Nixon rokoval s Čou En-lajem, opustily zničenou asijskou zemi poslední americké jednotky.
Roku 1975 začal Čou obhajovat reformu čínského hospodářství „čtyři modernizace“.

### Smrt
Čou byl v roce 1974 hospitalizován pro nález rakoviny močového měchýře. S vědomím, že umírá, se rozhodl své zemi věnovat celistvější pohled na rakovinu. Inicioval tedy jeden z největších a nejdůkladnějších vědeckých výzkumů v historii. Zhruba 650 000 vědců zapisovalo schémata úmrtnosti několika typů rakoviny v letech 1973 až 1975. Výzkum zahrnul každou provincii v Číně a více než 880 milionů lidí.[zdroj?]
Čou však nezůstal politicky nečinným, úřad premiéra vedl z nemocnice. Zemřel ráno 8. ledna 1976, osm měsíců před Mao Ce-tungem a mnoho let před dokončením tohoto výzkumu.
Po Čouově smrti Mao nevydal žádné prohlášení, v němž by uznal jeho úspěchy, a dokonce zakázal nosit černé smuteční pásky. Zda by se Mao zúčastnil Čouova pohřbu, který se konal ve Velké síni lidu, zůstává otázkou, protože Mao sám byl v té době ve špatném zdravotním stavu. Poslal však na pohřeb věnec.
Čouovo tělo bylo zpopelněno a popel byl rozptýlen z letadla, tak jak si to Čou přál.
Mnoho států vnímalo Čouovu smrt jako velkou ztrátu, po jeho smrti bylo organizováno několik protestů. Vzešly z toho také Události 5. dubna, historická paralela k Hnutí 4. května. Demonstrace byla potlačena a Teng Siao-pching byl už podruhé zbaven moci.